# Manang Marsyangdi Club
Maillots
Le Manang Marsyangdi Club (en népalais : मनाङ मर्स्याङ्दी क्लब) est un club népalais de football fondé en 1982 et basé à Katmandou, la capitale du pays.

## Palmarès
| Compétitions nationales                                                                            |
| -------------------------------------------------------------------------------------------------- |
| - Championnat du Népal (8) : - Champion : 1986, 1987, 1989, 2000, 2003, 2005-06, 2013-14, 2018-19. |

## Personnalités du club

### Présidents du club
- Tashi Ghale

### Entraîneurs du club
- Tope Ayodeji Fuja
- Lopsang Chhiring